# Antónov An-225
L'Antónov An-225 Mria (ucraïnès: Антонов Ан-225 Мрія, denominació OTAN 'Cossack') va ser un avió de càrrega dissenyat per l'empresa soviètica Antónov Design Bureau. Era l'avió més llarg i pesant del món i generalment es considerà el més gran del món. El disseny, construït per transportar l'orbitador Buran, era un engrandiment de l'An-124 Ruslan. El nom de l'An-225, Mriya (Мрiя) significa 'Somni' (inspiració) en ucraïnès. L'An-225 era disponible comercialment per transportar càrregues de grans dimensions. En el moment de la seva destrucció -l'únic exemplar existent fou destruït per l'exèrcit rus el 24 de febrer de 2022 durant la invasió russa a Ucraïna- era l'únic avió operatiu d'aquest tipus.

## Desenvolupament

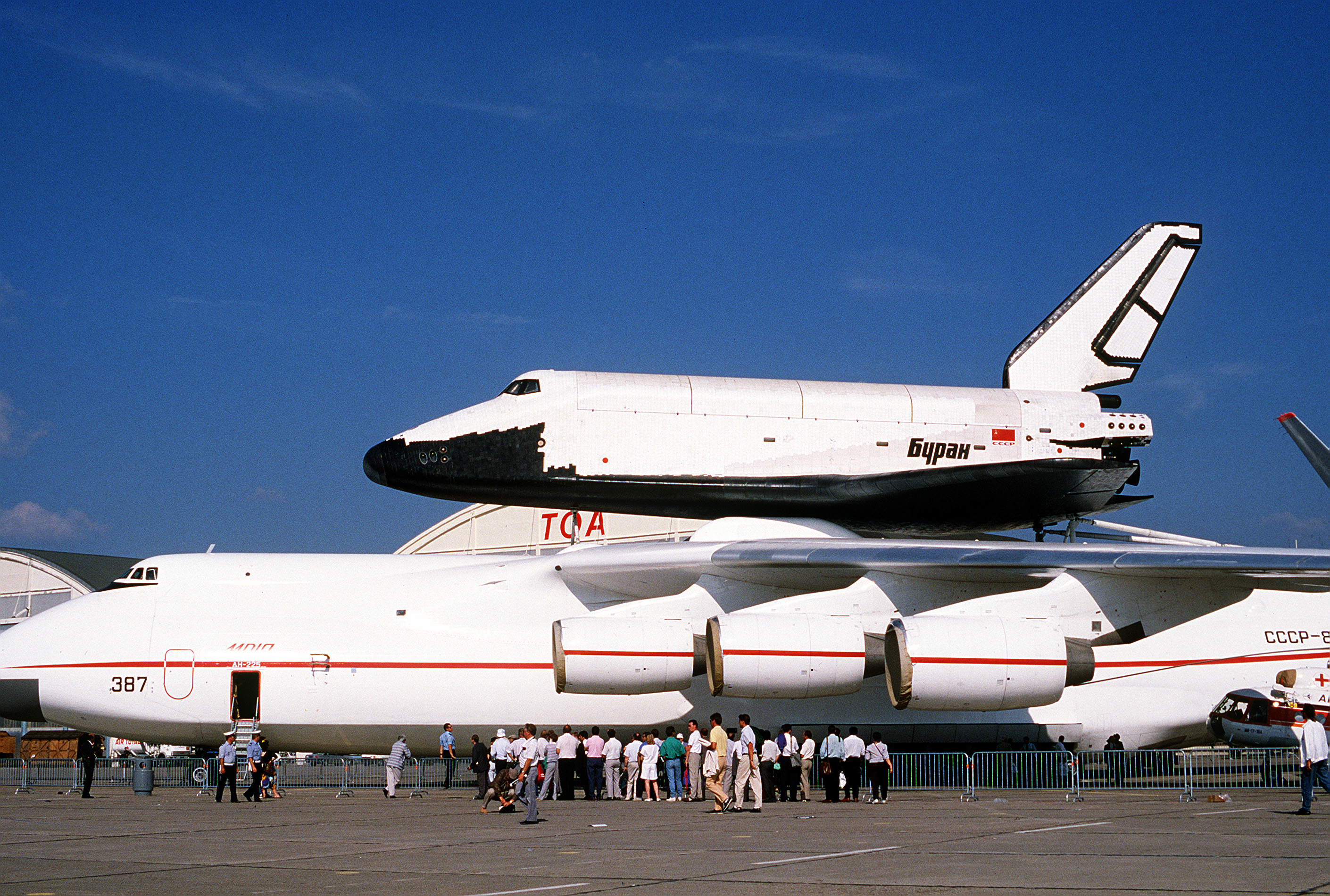
El transbordador espacial Buran dut per l'An-225.

L'Antónov An-225 va ser dissenyat pel programa espacial soviètic com a reemplaçament pel Miasisxev VM-T. La seva missió i objectius eren gairebé idèntics als del Shuttle Carrier Aircraft dels Estats Units d'Amèrica, sent capaç de transportar els motors principals del coet Enérguia i el transbordador espacial Buran.
Va volar per primer cop el 21 de desembre de 1988. Es van encarregar dos avions, però només se'n va acabar un (UR-82060). Podía portar càrregues molt pesants i de grans dimensions, de fins a 250.000 kg internament, o 200.000 kg al fuselatge superior. El carregament al fuselatge superior podía arribar als 70 metres de llargada.
Es va construir un segon An-225 parcialment a finals dels anys 80 pel programa espacial soviètic. Després de la caiguda de la Unió Soviètica el 1991 i la cancel·lació del programa espacial Buran, l'únic An-225 operatiu es va emmagatzemar el 1994, juntament amb el segon An-225. Es van treure els sis motors Ivtxenko Progress del primer per utilitzar-los en An-124s. Més tard es van tornar a afegir i es va posar de nou en servei.

## Destrucció

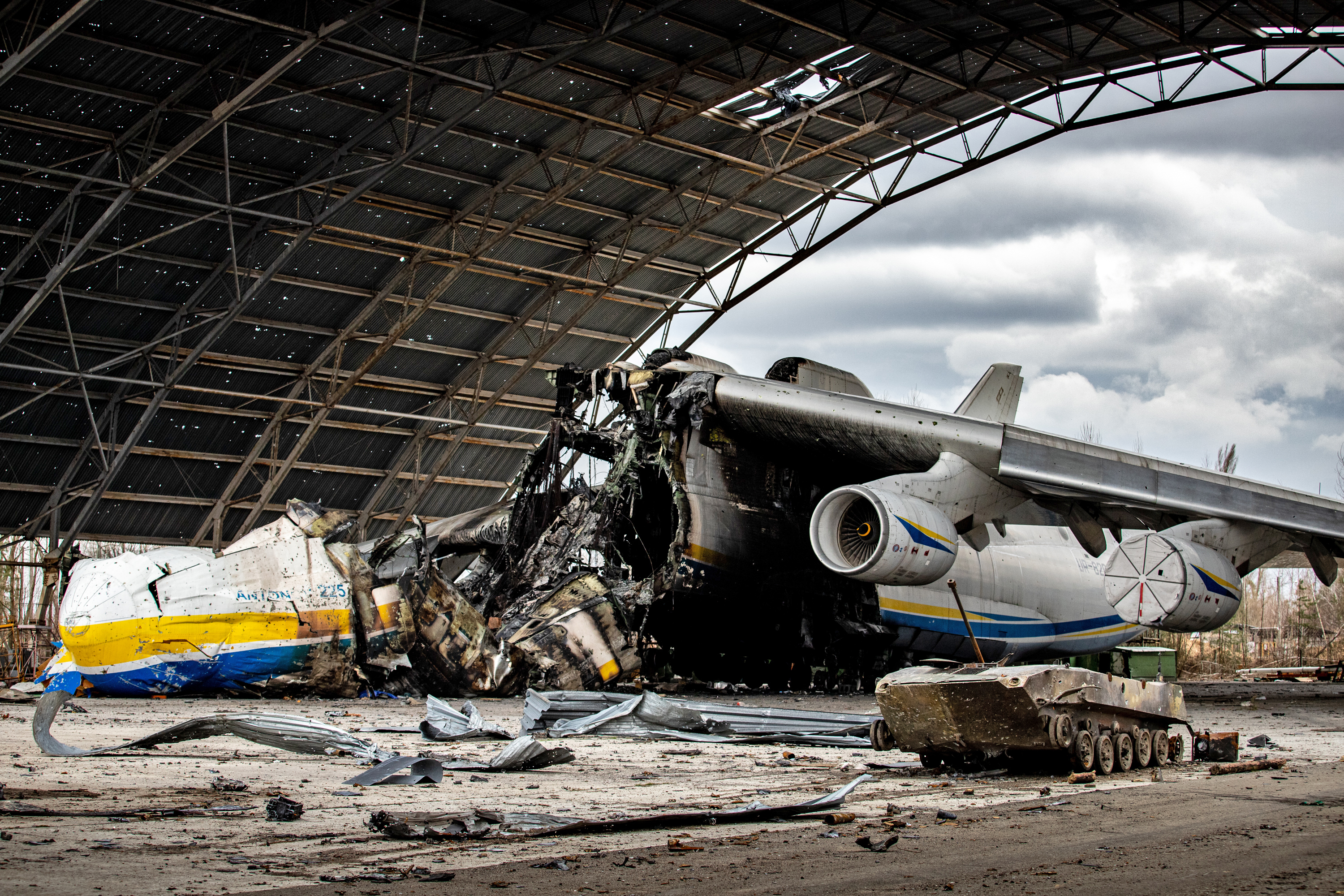
Foto terrestre de la destrucció de l'An-225

A finals del mes de febrer del 2022, es va informar dels greus danys i fins i tot la possible destrucció de l'aeronau a causa de les accions bèl·liques produïdes per la intervenció militar russa a Ucraïna, i més concretament l'atac aeri sobre l'aeroport de Gostomel, a prop de Kíev, on l'avió es trobava en un període de manteniment. L'afirmació va ser confirmada per diverses fonts oficials al llarg dels següents dies.
Seguidament a les primeres informacions, el pilot en cap de l'avió, de l'aerolínia Antonov Airlines, que a més opera un canal de YouTube dedicat completament a aquest avió, va donar una versió contradictòria, comunicant a través del seu compte de Facebook que encara que l'aeroport estigués ocupat pels russos, l'avió estava «complet».Tot i això, més tard es va donar a conèixer que el pilot no va ser present a l'aeroport.
El 27 de febrer del 2022, el primer ministre ucraïnès Dmytro Kuleba va confirmar la destrucció de l'aeronau a l'atac aeri, igual que el president d'Ucraïna Volodímir Zelenski i altres oficials.
L'1 de març, una nova fotografia, presa des del conflicte inicial, va ser identificada provisionalment com la cua de l'aeronau que sobresurt del seu hangar, suggerint que es va mantenir almenys parcialment intacta, però, proves addicionals van demostrar que l'aeronau és inoperable a causa del dany extrem que va patir. El 3 de març, un vídeo va circular per les xarxes socials, mostrant l'avió cremant dins de l'hangar al costat de diversos camions russos, confirmant la seva probable destrucció. No obstant això, Antonov va tornar a declarar que fins que l'aeronau no fos inspeccionada pels experts, el seu estatus oficial no podria ser plenament conegut. El 4 de març, les imatges de la televisió estatal russa Channel One van mostrar les primeres imatges clares de terra de l'avió destruït, amb gran part de la secció davantera perduda. Després de la retirada de Rússia del nord d'Ucraïna, es va informar que la segona estructura aèria inacabada estava intacta, malgrat els atacs d'artilleria russa a l'hangar que l'allotjava a la fàbrica d'Antonov a l'aeròdrom de Sviatoshyn.
El major Dmytro Antonov, el pilot de l'An-225, va al·legar el 19 de març de 2022 que Aerolínia Antonov sabia que una invasió era imminent durant força temps, però no va fer res per evitar la pèrdua de l'avió. En el seu canal de YouTube, Antonov va acusar la direcció de l'empresa de no fer prou per evitar la destrucció de l'aeronau, després d'haver estat aconsellat per l'OTAN per moure l'aeronau (a punt de volar) a Leipzig, Alemanya, per endavant. Múltiples empleats d'Antonov han negat les seves acusacions.
L'1 d'abril, el dron de l'aeroport d'Hostomel va mostrar el Mriya destruït, amb el buc davanter completament cremat i destruït, però amb les ales parcialment intactes. Més tard es va revelar que l'ala dreta s'havia trencat, però només es va mantenir aguantada pels seus motors que descansaven a terra.
El 20 de maig de 2022, el president ucraïnès, Volodymyr Zelensky, va anunciar les seves intencions de completar el segon An-225, per substituir l'avió destruït i com a homenatge a tots els pilots ucraïnesos morts durant la guerra.
El març de 2023, el govern ucraïnès va anunciar que va detenir dos dels tres funcionaris d'Antonov sospitosos d'impedir que la Guàrdia Nacional d'Ucraïna establia defenses a l'aeroport d'Hostomel en previsió d'una invasió.
L'abril de 2023, els fiscals ucraïnesos van acusar l'excap d'Antonov, Serhii Bychkov, de "negligència oficial" per no ordenar que l'avió volés a Leipzig, Alemanya, abans de la invasió russa. El Servei de Seguretat d'Ucraïna (SBU) que va investigar el cas va declarar, "segons la investigació, en vespres de la invasió a gran escala, l'An-225 estava en condicions tècniques adequades, cosa que li va permetre volar fora d'Ucraïna. En canvi, el director general de l'empresa no va donar instruccions apropiades sobre l'evacuació de Mria a l'estranger. Aquestes accions criminals del funcionari van portar a la destrucció de l'avió de transport ucraïnès."

## Disseny

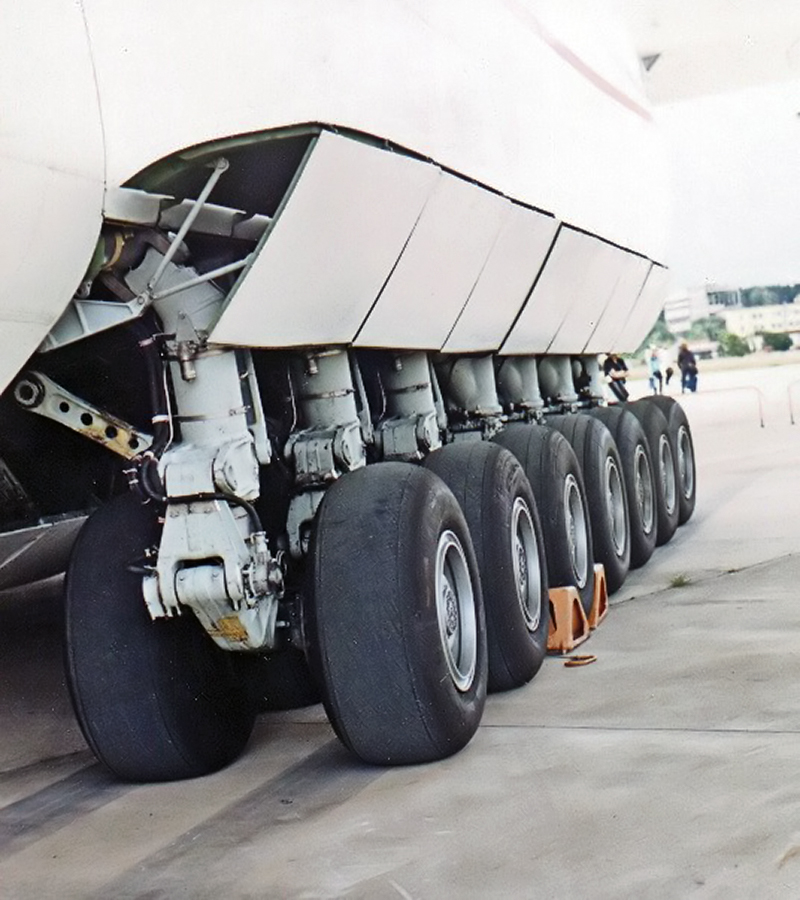
Tren d'aterratge principal de l'An-225.

L'avió estava basat en l'anterior An-124 d'Antónov. Es van afegir dos motors turboventilador Ivchenko Progress D-18T, fent un total de sis. També es va crear un nou tren d'aterratge amb 32 rodes. Es va augmentar la mida de l'estabilitzador horitzontal, i es va crear una doble cua amb un altre estabilitzador vertical.

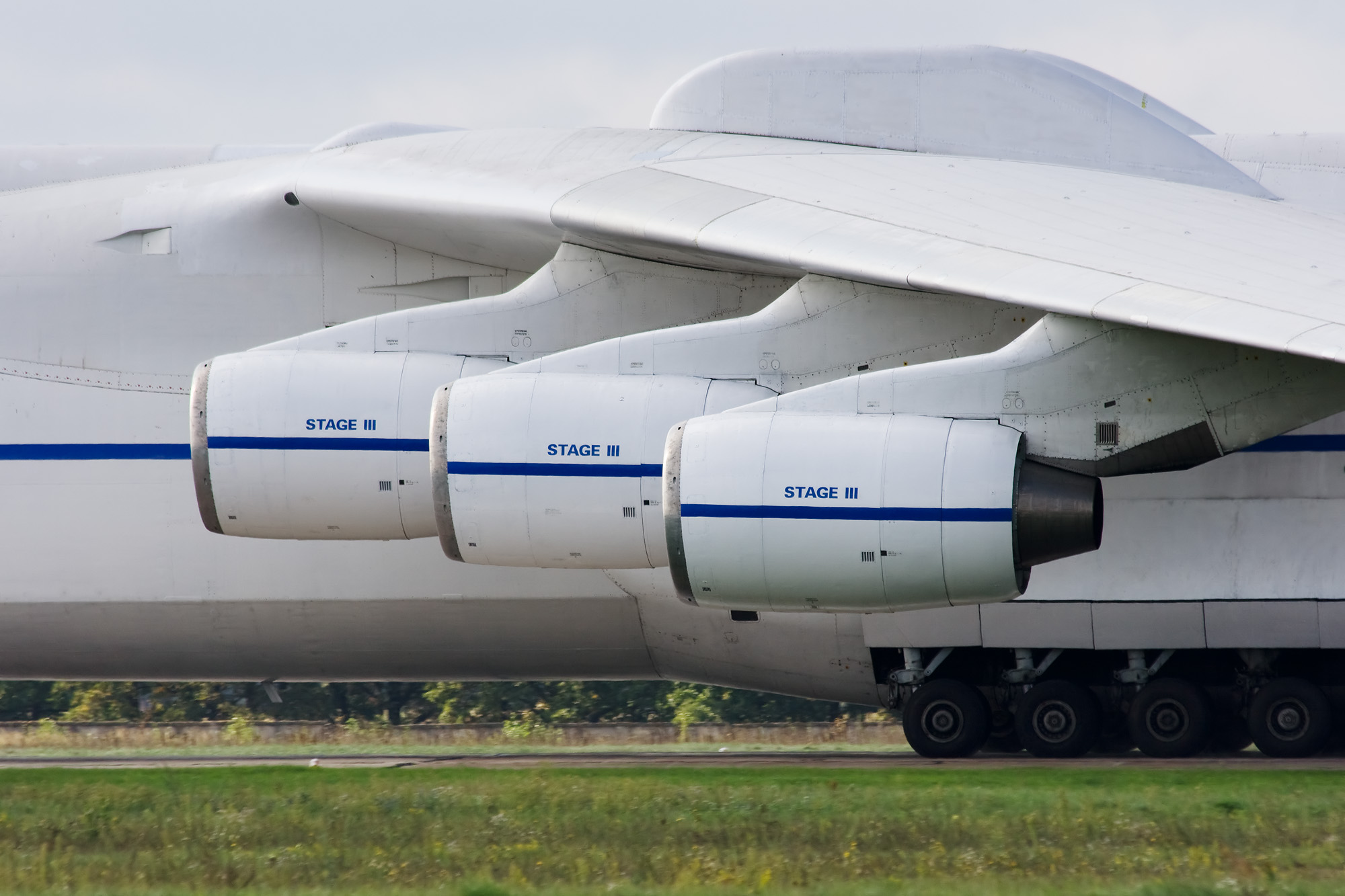
Motors turboventilador Ivchenko Progress D-18T.

Inicialment, l'An-225 tenia un pes màxim de 600 tones, però l'avió va ser modificat, costant 20 milions de dòlars, amb un terra reforçat que va augmentar el pes màxim a 640 tones.
Tant el pes d'enlairament anterior com l'actual fan que l'An-225 sigui l'avió més pesant del món, més que el de dos pisos Airbus A380 tot i els plans d'Airbus de superar el pes màxim d'enlairament de l'An-225 amb un pes de 591,7 tones. El Hughes H-4 Hercules, conegut com a "Spruce Goose", tenia una envergadura més gran i una alçada total superior, però era un 20% més curt, i, a causa dels materials utilitzats, també era més lleuger. A més, l'Hercules només va volar un cop i mai va pujar de 21,3 metres, fent l'An-225 l'avió més gros que ha volat més d'un cop.

## Operadors
Ucraïna
- Antónov Airlines

### Antics operadors
Unió Soviètica
- Programa espacial soviètic

## Cultura popular

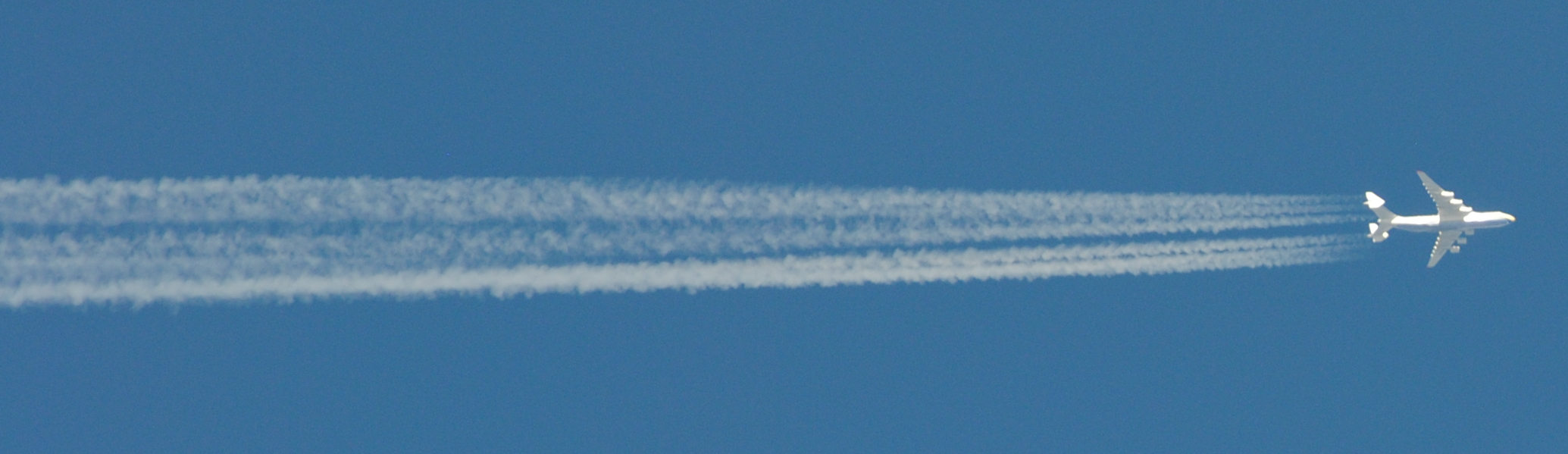

En els simuladors de vol existeixen una o més variants de l'Antónov An-225, com el simulador de vol de codi obert FlightGear, així com en el sector comercial.

## Especificacions
Dades de Vectorsite, Antonov's Heavy Transports
Característiques generals
- Tripulació: 6
- Càrrega útil: 250.000 kg

Comparació de les mides de quatre dels avions més grossos: l'An-225 (verd), el Hughes H-4 Hercules (daurat), el Boeing 747-8 (blau), i l'Airbus A380-800 (rosa).

- Dimensions de la porta:  440 x 640 cm
- Longitud: 84 m
- Envergadura: 88,4 m
- Alçada: 18,1 m
- Superfície de l'ala 905 m²
- Relació d'aspecte: 8,6
- Volum de càrrega: 1300 m³
- Pes buit: 285.000 kg
- Pes màxim d'enlairament: 640.000 kg[18][19][20]
- Motor: 6× turboventiladors ZMKB Progress D-18 , 229,5 kN cada un
- Distància d'enlairament: 3.500 m amb càrrega màxima

 Rendiment 
- Velocitat màxima: 850 km/h
- Velocitat de creuer: 800 km/h
- Abast: 

  - Amb el màxim de combustible: 15.400 km
  - Amb càrrega màxima: 4.000 km
- Sostre de servei: 11.000 m
- Càrrega alar: 662,9 kg/m²
- Impuls/pes: 0,234